# 中條善樹
中條 善樹（ちゅうじょう よしき、1952年4月4日 - ）は、日本の高分子化学者。京都大学名誉教授。

## 略歴
1975年、京都大学工学部合成化学科卒業。1980年、京都大学大学院工学研究科合成化学専攻博士課程修了。名古屋大学助手、京都大学講師を経て、1995年より京都大学大学院工学研究科高分子化学専攻教授。2018年より現職。高分子学会会長、日本化学会副会長などを歴任。

## 業績
有機・無機ハイブリッド材料の世界的権威。シランカップリング剤を用いることなく、分子間相互作用を利用して有機高分子とシリカを分子レベルで均一に分散させることに成功し、この分野に大きなブレイクスルーをもたらした。
またホウ素を主鎖に有する共役系高分子を創製し、π電子系の科学に大きなインパクトを与えた。現在、世界中で化学のみならず応用物理分野でも幅広く研究が展開されている。その他、これまで高分子合成に利用されてこなかった様々な元素を含む高分子を次々と生み出すなど、独創的な研究で世界をリードしている。

## 受賞歴
- 1991年 高分子学会賞
- 2002年 日本化学会学術賞
- 2018年 紫綬褒章[1]

など

## 著書
- 『高分子化学 1』 丸善、1996年10月 ISBN 4-621-04189-4